# Theano (filosof)
Theano (Θεανώ), 500-talet f.Kr, var en grekisk filosof av Pythagoréernas skola. Hon har angetts vara dotter, elev eller gift med Pythagoras, men också som gift med Brontinus. De motstridiga uppgifterna om henne gör att en del forskare gissar att hon i själva verket var två olika personer med samma namn. En del skrifter som anges ha skrivits av henne är bevarade. Theano undervisade möjligen vid den pythagoreiska skolan, som hade 28 kvinnliga pythagoréer anställda.